# Pietro Merlo
Pietro Merlo (* 15. November 1850 in Turin; † 13. Oktober 1888 in Castelveccana) war ein italienischer Sprachwissenschaftler,  Romanist und Altphilologe.

## Leben und Werk
Merlo ging in Domodossola zur Schule und studierte ab 1867 an der Universität Turin bei  Giovanni Flechia und Giovanni Maria Bertini (1818–1876). Dann war er Gymnasiallehrer in Chieri, Cesena und Neapel. Dort unterrichtete er ab 1877 an der Scuola di Magistero der Universität und wurde 1880 außerordentlicher Professor für Latein und Griechisch. Ab 1881 war er an der Universität Pavia außerordentlicher Professor, ab 1885 ordentlicher Professor für Vergleichende Sprachwissenschaft der alten und der romanischen Sprachen. Er kam bei einem Bergunfall ums Leben.

Pietro Merlo war der Vater des Romanisten Clemente Merlo.

## Werke
- Armonie nelle antiche dottrine antropologiche e morali dell'India e della Grecia, Neapel 1876
- Sulla necessaria dipendenza della sintassi dalla dottrina delle forme, in: Rivista di filologia e di istruzione classica 8, 1880, S. 1–68, 305–348
- (Übersetzer) Berthold Delbrück, Introduzione allo studio della scienza del linguaggio. Contributo alla storia ed alla metodica della glottologia comparativa, Turin 1881
- "In difesa della teoria dell'agglutinazione. Appunti critici" und  "Appunti critici sulla genesi delle desinenze personali" in: Rivista di filologia e di istruzione classica 12, 1884, S. 425–445; 13, 1885, S. 385–415 und 14, 1886, S. 369–402
- Pietro Merlo, Saggi glottologici e letterari, hrsg. von  Felice Ramorino, 2 Bde., Mailand 1890 (mit Biographie)